# Казарма (Кушнаренковський район)
Каза́рма (рос. Казарма, башк. Ҡаҙарма) — село у складі Кушнаренковського району Башкортостану, Росія. Входить до складу Старотукмаклинської сільської ради.
Населення — 510 осіб (2010; 524 у 2002).
Національний склад:
- татари — 48 %
- башкири — 45 %